# Vagant
Een vagant was een middeleeuwse straatartiest die meestal in een groep rondzwierf. Zij waren een bekend verschijnsel. Ze trokken als speellieden, jongleurs, toneelspelers en berentemmers van stad naar stad. Ze stonden over het algemeen in laag aanzien. Er waren veel steden die wetten uitvaardigden om te voorkomen dat de vaganten op ongewenste plekken en tijdstippen optraden. Een veel gehoorde mening was dat het artiestenvolk niet deugde. Zo schreef Jacob van Maerlant in Der naturen bloem (eind 13e eeuw): Je hoort maar zelden dat het goed afloopt met die kunstenmakers: er zijn volgens mij evenveel heiligen onder als er zwarte zwanen zijn!
Er is niet heel veel bekend over de kunsten die de vaganten, ook wel vagebonden genoemd, maakten. Er is weinig tekst en muziek opgeschreven. Men vermoedt dan ook dat veel van de kunsten bestond uit improvisatie. Uit boekhouding van de steden blijkt wel dat het stadsbestuur de vaganten zo nu en dan inhuurden wanneer er een feest of jaarmarkt aan de gang was, om de feestvreugde te verhogen, en meer bezoekers aan te trekken. Uit het volgende geschrift kunnen we opmaken dat er onder andere gebruikgemaakt werd van de luit (lute) als muziekinstrument:
enen man, die opter lute speelde, ende een zwairt al spelende voir zijn voirhooft sette.
De straatmuzikanten begeleidden zichzelf op verschillende instrumenten tegelijk. Vaak gebruikten zij instrumenten die klanken zonder onderbreking laten klinken, zoals de doedelzak.
De vaganten sloten aan bij een eeuwenoude kunstvorm. De mengvorm van muziek, theater en circus was al in het Romeinse Rijk populair. Door de opkomst van de christelijke kerk is dit echter in verval geraakt. De vaganten worden door de kerk bestempeld als minstrelen van Satan en hun muziek is volkomen in tegenspraak met de strenge kerkelijke muziek. Desondanks is het volksvermaak van generatie op generatie doorgegeven.

## Herkomst naam
De term vagant komt van het Latijnse werkwoord 'vagari', dat rondzwerven betekent. Soms werden vaganten ook wel goliarden genoemd. Ze waren vrijgevochten en leidden een losbandig leven, of droegen op zijn minst dit imago uit.

## Ontstaan
Het begrip 'vaganten' ontstond doordat er in de Middeleeuwen een 'crisis' van de clerus was. Met de opkomst van de eerste universiteiten in de twaalfde eeuw en het ontstaan van grote abdijen was er een 'overschot' aan clerici. Zo ontstonden de vaganten, die van de ene universiteit naar de andere, van het ene dorp naar het andere trokken. In de dorpen waren ze een graag geziene groep, waarschijnlijk door hun maatschappijkritiek en hun hoge cultuur. Dit blijkt door hun virtuoos gebruik van eindrijm en verzen. Verder gebruikten ze in hun liederen ook allerlei populaire elementen, zoals jeugd, liefde, wijn en spel. De harde strijd tegen de soberheid, eenvoud en strengheid (= ascese) van de kloosters was ook een onderdeel van het leven van de vaganten, ze uitten hier hun ontevredenheid mee. We zouden zelfs kunnen zeggen dat ze daarmee een voorloper zijn van de onafhankelijke en individualistische renaissancist.

## Lage landen
In de Lage Landen werden ze vaak 'Aernouts broeders' of 'Ghesellen van wilde manieren' genoemd. Hun naam 'Varende luyden' ontstond doordat ze vaak in een blauwe schuit, teken van de parodie, voeren. Officieel was er geen vereniging van de vaganten, maar er bestond wel een denkbeeldige gilde, met als beschermheilige Sint Reinuit.

## Manuscripten
De bekendste manuscripten met liederen en teksten van de vaganten zijn de Carmina Cantabrigiensia, bewaard te Cambridge, uit de tiende-elfde eeuw en de iets latere Carmina Burana, uit het Zuid-Duitse klooster van Benediktbeuern. Opmerkelijk is dat er ook enkele Nederlandstalige teksten in het “Antwerps Liedboek”, een uitgave uit de 16e eeuw, zijn verschenen. Vaganten signeerden hun werk zelden en als ze dit deden meestal met een bijnaam. Het is dus moeilijk te achterhalen wie precies die bepaalde tekst heeft geschreven. Er zijn wel enkele namen bekend, waarvan de bekendste de “Archipoeta” of "Aartsvader" is, maar ook Hugo van Orléans, bijgenaamd “Primas”, Hendrik van Avranches, Walter van Châtillon, Peter van Blois, Filips de Kanselier, Ivo van Affligem, Godfried van Winchester, Walter Map en anderen.